# Comuna Corbeni, Argeș
Corbeni este o comună în județul Argeș, Muntenia, România, formată din satele Berindești, Bucșenești, Corbeni (reședința), Oeștii Pământeni, Oeștii Ungureni, Poienari, Rotunda și Turburea.

## Localizare geografică
Comuna Corbeni, cunoscută în vechime Corbac, de la frații Tudor și Bănică Corbac, locotenenți în armata lui Mihai Viteazul, sau Corbii de piatră ai Argeșului Cheiani și Corbeni, după anul 1864, ocupă partea nordică a județului Argeș, la o distanță de 55 km de Pitești și 20 km de Curtea de Argeș, având o suprafață de 6.184 hectare de teren, la o altitudine cuprinsă între 600 și 1.227 m sub poalele masivului Albina, Pleașa și Ghițu (vf. Chiciora).
Se învecinează la Nord cu satul Căpățâneni, din comuna Arefu, la nord-est cu comuna Brăduleț, la sud-est cu comuna Albești și la Vest cu comuna Cicănești. Geografic, este situată între 45°18 latitudine nordică și 25°38 longitudine estică.
Are următoarele căi de comunicație rutieră: Transfăgărașanul, care preia pe DN 7C București-Pitești-Curtea de Argeș, pe traseul Corbeni-Vidraru-Bâlea și coboară în Ardeal, la Cârtișoara; a doua cale de comunicație este drumul Corbeni-Turburea-Brădet (în parte asfaltat); a treia este drumul Oești-Ungureni-Cicănești (asfaltat).

## Toponimie
Berindești - toponim etnic familial, provenit dintr-un antroponimic Berindea (la origine, apelativul berendei = popor peceneg migrator în secolul al XIX-lea) + sufixul -ești, care indică organizarea socială pe bază de obște a localității.
Bucșenești - toponim familial provenit din patronimicul Bucșea, format pe baza apelativului bucșă = „bucea” + sufixul -ești, care indică organizarea socială pe bază de obște a localității.
Corbeni - toponimul indică, prin structură, proveniența unor locuitori - satul Corbi de pe râul Doamnei.
Oești - toponim format pe baza apelativului Oaie, atestat în documentele locale (la origine, apelativ) + sufixul -ești, care indică organizarea socială pe bază de obște a localității.
Poenari - toponim istorico-social subliniind proveniența transilvăneană a locuitorilor (originari din Poiana Sibiului).
Rotunda - toponim topografic indicând forma terenului pe care s-a constituit așezarea.
Turburea - toponim topografic determinat de aspectul apei în jurul căreia s-a constituit așezarea.

## Demografie
Componența etnică a comunei Corbeni
     Români (92,48%)
     Alte etnii (0,04%)
     Necunoscută (7,48%)
Componența confesională a comunei Corbeni
     Ortodocși (90,14%)
     Creștini după evanghelie (1,24%)
     Alte religii (0,69%)
     Necunoscută (7,94%)
Conform recensământului efectuat în 2021, populația comunei Corbeni se ridică la 5.255 de locuitori, în scădere față de recensământul anterior din 2011, când fuseseră înregistrați 5.384 de locuitori. Majoritatea locuitorilor sunt români (92,48%), iar pentru 7,48% nu se cunoaște apartenența etnică. Din punct de vedere confesional, majoritatea locuitorilor sunt ortodocși (90,14%), cu o minoritate de creștini după evanghelie (1,24%), iar pentru 7,94% nu se cunoaște apartenența confesională.

## Politică și administrație
Comuna Corbeni este administrată de un primar și un consiliu local compus din 15 consilieri. Primarul, Nicolae Dinică[*], de la Partidul Social Democrat, este în funcție din octombrie 2020. Începând cu alegerile locale din 2024, consiliul local are următoarea componență pe partide politice:
|  | Partid                          | Consilieri | Componența Consiliului | Componența Consiliului | Componența Consiliului | Componența Consiliului | Componența Consiliului | Componența Consiliului | Componența Consiliului | Componența Consiliului | Componența Consiliului | Componența Consiliului | Componența Consiliului |
|  | ------------------------------- | ---------- | ---------------------- | ---------------------- | ---------------------- | ---------------------- | ---------------------- | ---------------------- | ---------------------- | ---------------------- | ---------------------- | ---------------------- | ---------------------- |
|  | Partidul Social Democrat        | 11         |                        |                        |                        |                        |                        |                        |                        |                        |                        |                        |                        |
|  | Partidul Național Liberal       | 2          |                        |                        |                        |                        |                        |                        |                        |                        |                        |                        |                        |
|  | Alianța pentru Unirea Românilor | 1          |                        |                        |                        |                        |                        |                        |                        |                        |                        |                        |                        |
|  | Iosif Aurel                     | 1          |                        |                        |                        |                        |                        |                        |                        |                        |                        |                        |                        |

## Istorie
Satul Corbac (ori Corbii de piatră, ori satul Cheiani, devenit Corbeni după 1864), este atestat documentar la 15 aprilie 1456, acum peste 550 de ani, în actul de danie prin care Vladislav al II-lea întărește jupânul Mogoș mai multe proprietăți și sate, printre care și Corbeni. Ca și Curtea de Argeș, teritoriul comundei Corbeni se pare că a fost reședința de scaun a voievodului Seneslau în sec. al XIII-lea, pe terenul actualei mănăstiri a Poenarilor. Prima capitală a Țării Românești, a statului cuprins între Carpați, Dunăre și Marea Neagră a fost Curtea de Argeș, însă teritoriul Corbenilor era unul din locurile prin care se făcea migrația oamenilor și bunurilor dinspre Sibiu și Făgăraș, pe de o parte, și Țara Românească, pe de alta.  De la Vladislav I (Vlaicu), al cărui mormânt se păstrează de câteva secole în biserica Sf. Nicolae din Curtea de Argeș, ne-a rămas cel mai vechi document intern scris la Curtea de Argeș (Datum în Argyas) la 25 noiembrie 1369. Tot el a fost unul dintre primii domni munteni care a sprijinit intensificarea legăturilor comerciale dintre Țara Românească și orașele din Transilvania, dintre Argeș, Brașov și Sibiu și acela care a înființat în Argeș, prima monetărie a țării și prima școală locală, sub urmașii lui Vlaicu Vodă, Radu I (1377-1383), Dan I (1383-1386) și, mai ales, Mircea cel Bătrân (1386-1418), când această perioadă de mare prosperitate avea să cunoască apogeul.
La sfârșitul secolului al XIX-lea, comuna făcea parte din plasa Loviștea a județului Argeș și era formată din satele Berendești, Bucșănești, Căpățâneni, Corbeni, Poenari și Turbura, având în total 1880 de locuitori. Existau în comună cinci biserici, o școală rurală de băieți și una de fete. La acea vreme, pe teritoriul actual al comunei mai funcționa în aceeași plasă și comuna Oești, formată din satele Oești-Pământeni și Oești-Ungureni, având 567 de locuitori și două biserici.
Anuarul Socec din 1925 consemnează comunele în plasa Argeș a aceluiași județ. Comuna Corbeni avea 3481 de locuitori în satele Berindești, Bucșenești, Căpățânenii Pământeni, Căpățânenii Ungureni, Corbeni, Poenari și Turburea. Comunei Oești i se alipiseră și satele Cicănești și Bărăști, populația ei ajungând la 2800 de locuitori.
În 1931, comuna Oești a fost desființată, satele ei trecând la comuna Albești, după care la scurt timp satele Oeștii Pământeni și Oeștii Ungureni au format din nou o comună separată. În 1950, comunele au fost transferate raionului Curtea de Argeș din regiunea Argeș. În 1968, ele au revenit la județul Argeș, reînființat; satele Căpățânenii Pământeni și Căpățânenii Ungureni au trecut la comuna Arefu, iar comuna Oești s-a desființat, cele două sate ale ei fiind incluse în comuna Corbeni.

## Specific arhitectural
Arhitectura populară tradițională este reprezentată prin locuințe țărănești etajate, de plan rectangular, construite pe beci din piatră de râu. Vechile case edificate în ultimele decenii ale secolului al XIX-lea erau supraînălțate pe temelii din piatră, materialul utilizat fiind aproape în exclusivitate lemnul de brad sau de stejar. Acoperișurile în patru ape aveau învelitoare din șindrilă, iar căpriorii din care se realiza șarpanta erau fixați în cuie de lemn, Numărul camerelor varia: tindă și odaie - în general, dar și tindă - dispusă central și camere laterale. În majoritatea caselor, accesul se efectua direct din curte. Ulterior, au apărut locuințe prevăzute cu prispă, pe latura frontală sau cu sală delimitată de un pălimar format din scândurele de lemn dispuse vertical. 

## Patrimoniul cultural-istoric
Biserica Antonești a fost construită prin munca retribuită a prizonierilor de război sovietici din Lagărul Corbeni, fiind destinată din ordinul Mareșalului Ion Antonescu a fi locașul de cult al credincioșilor coloniei edificate pentru sinistrații inundațiilor din anul 1941 și definitivată recent, prin preocuparea ierarhului Calinic Argatu și a Episcopiei Argeșului. Acest lăcaș de cult a păstrat o scenă iconografică pictată, în anul 1942, în manieră tipic rusească de către un prizonier sovietic deținut în lagăr. Biserica a fost trăsnită în anul 1942, lucrările de edificare fiind din această cauză, sistate. În perioada comunistă, biserica fusese transformată în adăpost temporar pentru animale.
Biserica Berindești (1863) a fost ctitorită de Gheorghe Berindescu, pe locul unei biserici ruinate. A fost reclădită de Dimitrie Mahala, iar pictura murală a fost executată de Gh. Velica.
Biserica Bucșenești - Potrivit textului pisaniei din 1747: „Această sfântă și dumnezeiască biserică de piatră, au înălțat-o din temelie, dumnealui Jupan Iordache căpitanul Bucșenescul și dumnealui Sandu logofăt”, pe moșia lor, în locul unei biserici datând, probabil din secolul al XVI-lea. Pe ancadramentul intrării, este incizat numele lui „Iordache log(ofăt) Mitrea”, posibil, unul dintre constructorii lăcașului de cult. Biserica Uspenie Bogorodițe a fost consolidată cu centuri metalice (1914), pardosită cu lespezi de piatră și reînvelită cu șiță de către Comisia Monumentelor Istorice (1943). Biserica are un plan dreptunghiular compartimentat, cu absidă decroșată, poligonală, în exterior și semicirculară, în interior cât și clopotniță deasupra pronaosului. Naosul și pronaosul sunt prevăzute cu calote sprijinite pe arce și console; naosul și pronaosul sunt prevăzute cu calote sprijinite pe arce și console; naosul este separat de altar, prin tâmplă de zid străpunsă de o deschidere frontală și două laterale. Decorația exterioară este formată dintr-un tor dublat, în partea inferioară, de un rând de zimți. Pictura murală originară în frescă, realizată de Gheorghe zugravul, a fost retușată în 1950, pe latura vestică; scene inspirate din Apocalipsă și cei 12 apostoli; pictura prezintă, în tablourile votive de pe peretele vestic al pronaosului, un evident caracter documentar, înfățișând pe ctitori și pe membrii familiilor acestora în costume de epocă. În patrimoniul bisericii, se află cărți ritualice: Triod (1789), Liturghier (1835), Psaltire (1835), Ceaslov (1840), Mineie (1852), Cazanie (1857), Evanghelie (1869) și icoane pe lemn din secolul al XIX-lea.
Biserica a fost sfințită de mitropolitul Ungrovlahiei, Neofit, care, în zilele de 11-15 iulie 1747, a fost oaspetele boierilor Bucșenești. În timpul ocupației germane din Primul Război Mondial, biserica a fost jefuită de invadatori, luându-i-se: „un clopot de metal cu amestec de argint, sfeșnicele de alamă, candelabrul de alamă în greutate de 90 kg, un potir din aur” ș.a.
Biserica Corbeni a fost edificată în anul 1743 de postelnicul Sandu Bucșenescul, ispravnicul județului Argeș, și soția sa, jupâneasa Maria, restaurată în perioada anilor 1918-1919 și 1943-1953.
Biserica prezintă un plan dreptunghiular compartimentat, cu absidă poligonală decroșată, pridvor adăugat, cu arcade în acoladă sprijinită pe coloane și semicoloane. Naosul, pronaosul și pridvorul sunt acoperite cu calotă sprijinită pe arce și console. Naosul se separă de pronaos prin zid plin, străpuns de o largă arcadă în acoladă, iar, de altar, printr-un iconostas de lemn. 
Pictura murală originară realizată în frescă a fost retușată în 1919 și 1968-1969. Se conservă ușa de la intrare sculptată în lemn, cu ornamente florale și cu reprezentarea acvilei bicefale. În patrimoniul bisericii, se află cărți ritualice: Mineie (1852), Psaltire (1856), Cazanie (1858), Tipic (1867) și icoane pictate pe lemn în sec. XIX, semnate de Dumitru zugravul.
Biserica Corbeni-Poenari (1879-1882) a fost ctitorită de obștea satului, „pe locul unei mănăstiri”.
Biserica Oești-Pământeni a fost construită, în 1837-1840, pe locul unei biserici de lemn, de către „Grigore Drugănescu vel paharnic și soția sa Maria, cu fiii: Dimitrie, Ana, Săftica, Domnica, Constantin, ostenitori acestui sfânt locaș, alături de: U.M. Costea, J. Leontie, J. Chiruș și fiii: Dumitru, Vasile și Chiriac. A fost restaurată în 1887, 1932 și 1969 în următoarele secțiuni: plan trilobat, cu abside poligonale, pridvor deschis cu arcade în plin cintru, susținute pe coloane și stâlpi de colț. Pictura murală, remarcabilă prin armonia culorilor, a fost realizată de Dumitru Norocea din Curtea de Argeș, în 1956.  
Biserica Oești-Ungureni (1859) a fost începută de obștea satului și definitivată în anul 1897 cu cheltuiala proprietăresei Elena C. Racoviță. 

## Personalități
- Vasile Tonoiu (1941–2023), filozof român, profesor de filozofie, membru titular al Academiei Române
- Costache Sava (1928–1998), deputat în Marea Adunare Națională, senator